# Гнатион
Гнатиониът е краниометрична точка. Намира се на подбрадичковата изпъкнатина. Разположен е на вертикална линия от краниометричните точки - простион, назоспинале, назион и вертекс.
Тази статия включва част от текста за редакция на обществено достояние на Анатомията на Грей.